# Абу Каміль
Абу Каміль Шуджа ібн Аслам ібн Мухаммед ібн Шуджа ( лат. Auoquamel,  араб. أبو كامل شجاع بن أسلم بن محمد بن شجاع) , також відомий як Аль-Хасіб аль-місрі (з араб. «Єгипетський обчислювач») (бл. 850 – бл. 930) був видатним єгипетським математиком ісламського золотого віку . Вважається першим математиком, який систематично використовував і приймав ірраціональні числа як розв’язки та коефіцієнти в рівняннях. Пізніше його методи були запозичені Фібоначчі, що сприяло поширенню алгебри в Європі.
Абу Каміль зробив важливий внесок у алгебру та геометрію. Він був першим ісламським математиком, який працював з алгебраїчними рівняннями зі степенями вищими за {\displaystyle x^{2}} (до {\displaystyle x^{8}} ),  і розв’язував системи нелінійних одночасних рівнянь із трьома невідомими змінними .  Він проілюстрував правила знаків розкриття дужок при множенні {\displaystyle (a\pm b)(c\pm d)} .  У своїх роботах він використовував риторичний стиль викладу, а в деяких книгах зовсім не застосовував математичне позначення, окрім позначень цілих чисел. Наприклад, він використовує арабський вислів «māl māl shayʾ» («квадрат-квадрат-річ») для {\displaystyle x^{5}} (як {\displaystyle x^{5}=x^{2}\cdot x^{2}\cdot x} ). Однією з примітних рис його робіт було перерахування всіх можливих рішень цих рівнянь.
Мусульманський енциклопедист Ібн Халдун класифікував Абу Каміла другим найбільшим алгебраїстом після аль-Хорезмі . 

## Біографія
Про життя Абу Каміля майже нічого не відомо, за винятком того, що він родом з Єгипту і був наступником аль-Хорезмі.

## Наукові праці

### «Книга про алгебру та аль-мукабалу»
«Книга про алгебру та аль-мукабалу» (араб. كتاب الجبر والمقابلة) вважається однією з найважливіших праць з алгебри після роботи Аль-Хорезмі .   У той час як алгебра аль-Хорезмі була орієнтована на широку публіку, Абу Каміль звертався до інших математиків або читачів, знайомими з «Началами» Евкліда .  У цій книзі Абу Каміль розв’язує системи рівнянь, розв’язками яких є цілі числа та дроби, а також приймає ірраціональні числа як розв’язки та коефіцієнти квадратних рівнянь . 
Перша частина книги пояснює основи алгебри через геометричні задачі, включаючи використання квадратних коренів. Друга частина охоплює класичні шість типів квадратних рівнянь, описані Аль-Хорезмі, але з геометричними доказами. У наступних розділах розглядається використання ірраціональних чисел для розв'язання задач про багатокутники, системи рівнянь і практичні задачі.
Кілька ісламських математиків написали коментарі до цієї роботи, включаючи аль-Істахрі аль-Хасіба та Алі ібн Ахмада аль-Імрані,  але обидва коментарі зараз втрачені. 
В Європі подібний до цієї книги матеріал можна знайти в працях Фібоначчі, а деякі розділи були включені та вдосконалені в латинській праці Іоанна Севільського «Liber mahameleth». Частковий переклад на латину зробив у 14 столітті Вільгельм з Луни, а в 15 столітті вся праця також з'явилася в перекладі з івриту Мордехая Фінці. 

### «Книга про рідкісні мистецтва арифметики»
«Книга про рідкісні мистецтва арифметики» (араб. كتاب الطرائف في الحساب) описує ряд систематичних процедур для знаходження інтегральних розв'язків для невизначених рівнянь .  Це також найперша відома арабська робота, де шукаються розв'язки типу невизначених рівнянь, знайдених в «Арифметиці » Діофанта . Однак Абу Каміль пояснює певні методи, яких немає в жодній збережених копіях Арифметики . Він описує одну задачу з 2 678 розв'язками. 

### «Книга про п'ятикутник і десятикутник»
У книзі обчислюються сторони вписаних та описаних правильних п'ятикутників і десятикутників, використовуючи рівняння та золотий перетин. Фібоначчі активно використовував цю працю у своїх творах.

### «Книга птахів»
«Книга птахів» (араб. كتاب الطير) — трактат про те, як розв'язувати невизначені лінійні системи з позитивними інтегральними розв'язками .  Назва походить від типових задач, пов'язаних із купівлею різних видів птахівю. Абу Каміль написав у вступі:
Я опинився перед проблемою, яку розв'язав і для якої знайшов безліч розв'язків. Шукаючи глибше, я отримав дві тисячі шістсот сімдесят шість правильних розв'язків. Моє здивування з цього приводу було великим, але я виявив, що, коли я розповідав про це відкриття, ті, хто мене не знав, були зарозумілими, шокованими і підозрілими щодо мене. Тому я вирішив написати книгу про цей вид обчислень, щоб полегшити його трактування і зробити його більш доступним. 
За словами Жака Сесіано, Абу Каміль залишався неперевершеним, здається, протягом усього Середньовіччя у спробах знайти всі можливі рішення для деяких своїх проблем. 

### «Про обчислення та геометрію»
Ця праця (араб. كتاب المساحة والهندسة) є практичним посібником для землемірів і державних службовців. Перші кілька розділів містять правила визначення площі, діагоналі, периметра та інших параметрів для різних типів трикутників, прямокутників і квадратів. 

### Утрачені праці
Деякі з втрачених робіт Абу Каміла включають:
- Трактат про використання подвійної хибної позиції, відомий як Книга двох помилок ( Kitab al-khaṭaʾayn ).
- Книга про збільшення та зменшення ( Kitāb al-jamʿ wa al-tafrīq ), яка привернула більше уваги після того, як історик Франц Вьопке пов’язав її з анонімною латинською працею Liber augmenti et diminutionis .
- Книга про розподіл майна за допомогою алгебри ( Kitāb al-waṣāyā bi al-jabr wa al-muqābala ), яка містить алгебраїчні рішення проблем ісламського успадкування та обговорює думки відомих юристів .[26]

Ібн аль-Надім у свїй «Фіхрісті» перерахував наступні додаткові назви: «Книга долі» ( Kitāb al-falāḥ ), «Книга ключа до долі» ( Kitāb miftāḥ al-falāḥ ), «Книга адекватного» ( Kitāb al-kifāya ) і «Книга ядра ( Kitāb al-ʿasīr ).

## Спадщина
Праці Абу Каміла вплинули на інших математиків, таких як аль-Караджі та Фібоначчі.  Багато з його прикладів і алгебраїчних прийомів пізніше були використано Фібоначчі в його творі "Geometriae Practicae", "Книзі Абака" та інших роботах. 

## аль-Хорезмі
Абу Каміль був одним із перших математиків, який визнав значення праць аль-Хорезмі в розвитку алгебри, виступаючи на його захист проти Ібн Барзи, який намагався приписати заслуги своєму дідові Абд аль-Гаміду ібн Турку.  Ось, що Абу Каміль писав у вступі до своєї книги «Алгебра» :
Я з великою увагою вивчав праці математиків, досліджував їхні твердження і ретельно аналізував те, що вони пояснюють у своїх працях. Nаким чином, я помітив, що книга Мухаммада ібн Муси аль-Хорезмі, відома як «Алгебра», є кращою за точністю своїх принципів і точністю своєї аргументації. Тому ми, спільнота математиків, повинні визнати його пріоритет і визнати його знання і його перевагу, оскільки, пишучи свою книгу про алгебру, він був ініціатором і першовідкривачем її принципів...